# Lijst van metropolieten en patriarchen van Moskou

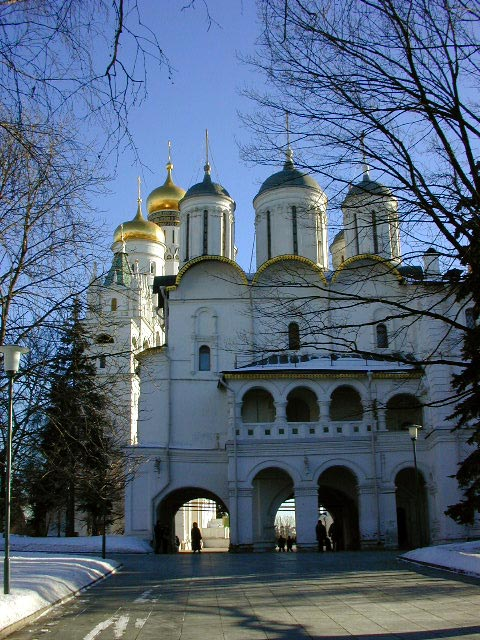
Kerk van de patriarchen van Moskou.

Dit is een lijst van de Russisch-orthodoxe metropolieten van Moskou en patriarchen van Moskou en geheel Rusland, gevolgd door hun ambtsperiode.

## Metropolieten
1. Maximus (1283-1305)
2. Petrus (1308-1326) - vacant (1326-1328)
3. Theognostus (1328-1353)
4. Alexius (1354-1378)
5. Cyprianus (1381-1382)
6. Pimen (1382-1384)
7. Dionysius I (1384-1385) - vacant (1385-1390)
8. Cyprianus II van Moskou (1390-1406), hersteld - vacant (1406-1408)
9. fotius (1408-1431) - vacant (1431-1437)
10. Isidorius van Kiev (1437-1441) - vacant (1441-1448)
11. Heilige Jona (1448-1461)
12. Theodosius (1461-1464)
13. Filippus I (1464-1473)
14. Gerontius (1473-1489)
15. Zosimus (1490-1494)
16. Simon (1495-1511)
17. Varlaam (1511-1521)
18. Daniel (1522-1539)
19. Joasafus (1539-1542)
20. Macarius (1542-1563)
21. Athanasius (1564-1566)
22. Herman (1566)
23. Filippus II (1566-1568)
24. Cyrillus (1568-1572)
25. Antonius (1572-1581)
26. Dionysius II (1581-1587)
27. Heilige Job (1587-1589), laatste metropoliet en eerste patriarch van Rusland

## Patriarchen, 1589-1700
1. Job (1589-1605)
2. Ignatius (1605-1606) - niet beschouwd als legitiem door de Russisch-orthodoxe Kerk
3. Hermogenus (1606-1612) - vacant (1612-1619)
4. Filaret (1619-1633)
5. Joasafus I (1634-1642)
6. Jozef (1642-1652)
7. Nikon (1652-1658)
8. Pitirim van Krutitsy, locum tenens (1658-1667)
9. Joasafus II (1667-1672)
10. Pitirim van Krutitsy (1672-1673)
11. Joachim (1674-1690)
12. Adrianus (1690-1700)

## Locum tenens, opgeheven in 1721
1. Stefanus van Ryazan (1700-1721)

## Hoofden van de Heilige Synode
1. Jozef (1742-1745)
2. Plato I (1745-1754)
3. Hilarion van Krutitsy, coadjutor (1754-1757)
4. Timotheus (1757-1767)
5. Ambrosius (1768-1771)
6. Samuel van Krutitsy, coadjutor (1771-1775)
7. Plato II (1775-1812)
8. Augustinus (1812-1819)
9. Serafim (1819-1821)
10. Filaret (1821-1867)
11. Innocentius (1868-1879)
12. Macarius I (1879-1882)
13. Joannicius (1882-1891)
14. Leontius (1891-1893)
15. Sergius I (1893-1898)
16. Vladimir (1898-1912)
17. Macarius II (1912-1917)

## Patriarchen, sedert 1917
1. Tichon (1917-1925)
2. Petrus van Kroetitsi, locum tenens (1925-1936) - Sergius van Nizjni Novgorod, plaatsvervangend locum tenens (1926-1936)
3. Sergius I, locum tenens (1936-1943)
4. Sergius I (1943-1944)
5. Alexius I (1945-1970)
6. Pimen I (1971-1990)
7. Aleksi II (1990-2008)
8. Kirill I (2009 - heden)